# Бабушкін Михайло Сергійович
Миха́йло Сергі́йович Ба́бушкін (рос. Михаил Сергеевич Бабушкин; 6 жовтня 1893 — 18 травня 1938) — радянський полярний льотчик. Герой Радянського Союзу (1936).
Обирався депутатом Верховної Ради СРСР 1-го скликання (з 1937).

## Життєпис
Народився в селі Бардіно Тайнінської волості Московського повіту Московської губернії Російської імперії (нині — село Бородіно Митищенського району Московської області). Росіянин.
У 1909 році закінчив 3 класи сільської школи. Того ж року розпочав трудову діяльність, одночасно навчаючись на Московських вечірніх технічних курсах. Протягом 1911—1914 років працював слюсарем-монтажником в московському торгівельному будинку, займався монтажем двигунів внутрішнього згорання на європейській частині імперії.
У серпні 1914 року призваний до російської імператорської армії. Службу проходив у пересувній артилерійській майстерні, восени того ж року направлений на навчання до Гатчинської військової авіаційної школи. У травні 1915 року закінчив курси авіаційних мотористів при школі, у вересні — Гатчинську військову авіаційну школу. Залишений при школі льотчиком-інструктором. 30 вересня 1915 року внаслідок зіткнення у повітрі двох літаків на Корпусному аеродромі у Петрограді отримав травму ноги і контузію. Прапорщик (1917).
Брав участь у жовтневому перевороті, що відбувся у Петрограді восени 1917 року. У грудні того ж року відряджений до Харкова для створення місцевого відділення військової авіаційної школи. Після встановлення Української народної республіки разом із школою передислокувався до Самари, де з травня 1918 року служив льотчиком-інструктором Самарської військової авіаційної школи. У червні того року внаслідок повстання Чехословацького корпусу опинився на території, контрольованій білими військами і розпочав службу в Білій армії. Протягом 1918—1919 років разом з авіашколою переїздив спочатку до Кургана, згодом — до Чити, ще пізніше — до Спаськ-Дальнього. Підпоручик (1919).
У квітні 1920 року приєднався до більшовицького партизанського загону, під час захоплення Спаськ-Дальнього японцями був поранений в ногу, тривалий час лікувався у шпиталях, згодом захворів на тиф.
З квітня 1921 року — льотчик-інструктор Далекосхідної військової авіаційної школи (м. Владивосток). У лавах Червоної армії з листопада 1922 року. На початку 1923 року переведений до Москви й у березні того ж року демобілізований.
З 1923 року працював пілотом у товаристві «Доброльот», у 1930—1933 роках — у Цивільному повітряному флоті (ЦПФ). Займався аерофотозйомкою, перевезенням пасажирів, виконанням агітаційних рейсів, здійснював регулярні польоти в умовах Півночі. Першим з радянських пілотів висунув ідею льодових розвідок й у 1925 році на літакові Ш-2 здійснив першу повітряну розвідку тюленячих лежбищ у гирлі Білого моря. Протягом червня—липня 1928 року на криголамному пароплаві «Малигін» брав участь у пошуках експедиції на дирижаблі «Італія», здійснив 15 польотів з криги.
З 1933 року — льотчик полярної авіації Головпівнічморшляху. У серпні 1933 — лютому 1934 року брав участь в полярній експедиції на криголамному пароплаві «Челюскін». Після загибелі судна 13 лютого 1934 року в Чукотському морі, відновив на кризі літак-амфібію Ш-2 і 2 квітня 1934 року вилетів на ньому з льодового табору у селище Ванкарем (Іультинський район Чукотського автономного округу). У липні—вересні 1935 року брав участь у першій високоширотній полярній експедиції на криголамі «Садко».
Навесні 1937 року як другий пілот екіпажу під командуванням М. В. Водоп'янова на літаку АНТ-6 (Н-170) брав участь у висадці першої дрейфуючої наукової станції «Північний полюс-1». 21 травня 1937 року літак Н-170 вперше у світі здійснив посадку на кригу в районі Північного полюсу.
У жовтні 1937 року брав участь у пошуках зниклого в Арктиці літака С. О. Леваневського.
Загинув під час авіаційної катастрофи літака АНТ-6 в районі Архангельська.

## Нагороди
Постановою Центрального виконавчого комітету СРСР від 27 червня 1937 року «за мужність і героїзм, виявлені при виконанні завдання зі створення дрейфуючої станції „Північний полюс“» Бабушкіну Михайлу Сергійовичу присвоєне звання Героя Радянського Союзу.
Нагороджений орденами Леніна (27.06.1937), Червоного Прапора (08.10.1928), Червоної Зірки (20.04.1934).

## Вшанування пам'яті
У 1939 році селище Лосіноостровський було перейменоване у місто Бабушкін (з 1960 року увійшло до складу Москви).
В Москві встановлено пам'ятник і погруддя М. С. Бабушкіну, у Сиктивкарі — погруддя.
Ім'ям М. С. Бабушкіна названі:
- острів в архіпелазі Нова Земля.
- острів в Антарктиді.
- затока в Охотському морі.
- мис і гора на півострові П'ягіна (Магаданська область).
- мис на острові архіпелагу Земля Франца-Йосифа.
- станція московського метро «Бабушкінська».
- вулиці у містах Москва, Архангельськ, Єкатеринбург, Сиктивкар, Первомайськ та інших.